# بونا، پاپوآ گینه نو
بونا (به لاتین: Buna) یک آبادی در پاپوآ گینه نو است که در استان اورو واقع شده‌است.